# Кулачный боец (Квиринал)
«Кулачный боец», «Квиринальский боец», «Кулачный боец из терм», «Статуя отдыхающего боксёра» (итал. Il pugilatore in riposo, Pugile delle Terme, Pugile del Quirinale) — редкий пример сохранившегося бронзового оригинала, скульптуры эллинистического периода. Датируется I веком до н. э. По иным мнениям является произведением эпохи поздней классики школы Лисиппа IV в. до н. э. .

## История обнаружения
Cкульптура была найдена на склоне Квиринальского холма в Риме в 1885 году во время раскопок при строительстве ныне разрушенного Национального драматического театра на месте бывшего монастыря Сан-Сильвестро-аль-Квиринале. Скульптуру обнаружили вместе с бронзовой статуей  «Эллинистического царя» (ныне они экспонируются рядом, в одном зале Палаццо Массимо). Археологи также обратили внимание на то, что скульптура была не брошена как попало, а аккуратно спрятана в земле и замаскирована.

## Описание скульптуры
Произведение отличается необычной реалистичностью. Поза отдыхающего после боя кулачного бойца весьма естественна и непринуждённа. Обращает на себя внимание перебитый нос, распухшие, иссечённые губы, рубцы на щеках и на лбу, подбитый правый глаз и распухшее ухо, боксёрские ремни на запястьях, мощные мускулы спины, травмированный («инфибулированный») пенис. «Лицо выглядит жестоким и почти агрессивным: низкий лоб, борода и волосы в густых завитых прядях, пропитанных потом, пустые полости глаз усиливают впечатление унылого и грубо изумлённого взгляда, который обращается либо к публике, в ожидании аплодисментов, либо, хмурясь, к кому-то, кто, кажется, беспокоит его, а он, уставший, отдыхает в паузе борьбы. Лицо соответствует коренастому и тяжёлому телу, с мощной грудью, коренастой бычьей спиной и толстой короткой шеей; на правом плече и локте видны обширные ссадины, вызванные ударами противника» . Скульптура состоит из восьми сегментов, её отливали по частям способом «с утратой восковой модели», отдельно инкрустировали и чеканили губы, раны и шрамы на лице (из более темного сплава или твёрдой меди). На поверхности скульптуры заметны следы реставрации. Губы инкрустированы красной медью, инкрустация глаз стеклом не сохранилась, поверхность бронзы имеет сильные следы окисления. «Скалу», на которой сидит боец некоторые исследователи считают позднейшего происхождения.
 
Кулачные бои были включены в программу Олимпийских игр в 688 году до н. э. До V в. до н. э. бойцы обматывали кулаки мягкими кожаными ремнями (caestus), оставляя пальцы свободными. Именно такие ремни можно видеть на руках «кулачного бойца». Позднее использовали перчатки с металлическими бляхами.
На ремне левой руки бойца находилась сигнатура (гравированная подпись) мастера : «Аполлоний, сын Нестора из Афин», такая же надпись имеется на знаменитом  Бельведерском торсе из Ватикана . Сторонники новой атрибуции считают эту надпись позднейшим добавлением, к тому же в настоящее время она совершенно не читается. В скульптурах Бельведерского торса и Кулачного бойца, несмотря на различия материалов, действительно много общего. Однако есть и отличия в самой пластике. Отмечается также возможное влияние скульптуры сидящего Геракла работы Лисиппа и других произведений этого круга.
Скульптура ранее экспонировалась в центре октогонального двора Терм Диоклетиана. В 2002 году вместе с другими произведениями перенесена в Палаццо Массимо Национального музея Рима.